# اریکا دونالپ
اریکا دونالپ (به انگلیسی: Ericka Dunlap) (زاده ۱۷ فوریه ۱۹۸۲) مدل و ملکه زیبایی اهل آمریکا است.
او در سال ۲۰۰۴ به نمایندگی از فلوریدا برنده دوشیزه آمریکا شد.